# Ваюнити
Ваюнитите са славянско племе от VII – VIII век, населявало земите на днешна Южна Албания и Епир. Участват в обсади на Солун (подробно е описано това при голямата обсада от 616 г. ), многократно опустошават Тесалия и Егейско море. Според чешкия историк Любор Нидерле ваюнитите, заедно със сродните им велегезити, езерци и милинги, са свързани от езикова гледна точка със славяните, заселили се в Македония и с другите славянски племена на Балканския полуостров.
Ваюнитите формират своя славиния известна като Вагенетия – около поречието на река Воюса.